# Scydosella musawasensis
A Scydosella musawasensis a rovarok (Insecta) osztályának a bogarak (Coleoptera) rendjébe, ezen belül a mindenevő bogarak (Polyphaga) alrendjébe és a paránybogárfélék (Ptiliidae) családjába tartozó faj.
Nemének az egyetlen faja.

## Tudnivalók
Ez a faj a legkisebb szabadon élő rovarnak és egyúttal a legkisebb bogárnak számít. A Scydosella musawasensis a paránybogárfélék közé tartozik. Ezt először Nicaraguában fedezték fel, és 1999-ben írta le a Nebraska State Museum-i Wesley Eugene Hall. A kezdeti felfedezés nagyon kevés példányból állt, és a pontos mérések nem voltak meggyőzőek, mivel kis méretük miatt a konzerválás után nehezen voltak észlelhetők mikroszkóp alatt. Az általánosan elfogadott méret 0,300 milliméter volt. 2015. február 8-án Alexej Polilov (Lomonoszov Egyetem) begyűjtött 85 példányt Kolumbiában a Chicaque Nemzeti Parkban. Egy gomba rétegén fedezték fel őket, amelyen táplálkoztak. Ezekből a mintákból pontos méréseket lehetett készíteni, és azt találták, hogy a legkisebb egyed csak 0,325 milliméter hosszú, a legnagyobb pedig 0,352 milliméter hosszú és az összes mérés átlaga 0,338 milliméter. A testük hosszúkás és ovális alakú, sárgásbarna színű, csápjai 10 szegmensre vannak felosztva.

## Fordítás
- Ez a szócikk részben vagy egészben  a   Scydosella című angol Wikipédia-szócikk ezen változatának fordításán alapul.  Az eredeti cikk szerkesztőit annak laptörténete sorolja fel. Ez a jelzés csupán a megfogalmazás eredetét és a szerzői jogokat jelzi, nem szolgál a cikkben szereplő információk forrásmegjelöléseként.